# اچ‌ام‌اس بنترر (۱۸۰۷)
اچ‌ام‌اس بنترر (۱۸۰۷) (به انگلیسی: HMS Banterer (1807)) یک کشتی است که طول آن ۱۱۸ فوت ۰ اینچ (۳۶٫۰ متر) می‌باشد. این کشتی در سال ۱۸۰۷ ساخته شد.